# Ptilidiales
Ptilidiales é uma ordem de hepáticas.

## Sistemática
A ordem Ptilidiales está subdividida nas seguintes famílias:
- Herzogianthaceae Stotler & Crandall-Stotler 2009
  - Herzogianthus Schuster 1961 [Anoplostoma Hodgson & Allison 1962]
- Ptilidiaceae von Klinggräff 1858
  - Ptilidium Nees 1833 [Blepharozia Dumortier 1835]
- Neotrichocoleaceae Inoue 1974
  - Neotrichocolea Hattori 1947
  - Trichocoleopsis Okamura 1911